# Сасово (Тячевский район)
Сасово (укр. Сасово) — село в Ольховецкой сельской общине Тячевского района Закарпатской области Украины.
Население по переписи 2001 года составляло 426 человек. Почтовый индекс — 90542. Телефонный код — 03134. Код КОАТУУ — 2124485803.